# Kozikówka (szczyt)
Kozikówka(705 m) (też: Kusikówka) – szczyt w Beskidzie Makowskim w polskich Beskidach Zachodnich.
Znajduje się w Pasmie Koskowej Góry, w jej bocznym ramieniu, odchodzącym od głównego grzbietu pasma w Parszywce w kierunku południowym, a następnie południowo-wschodnim i opadającym ku dolinie Krzczonówki w Tokarni. We wspomnianym bocznym ramieniu wznosi się na południowy wschód od Sołtysiej Góry (816 m), a na północny zachód od Kokorzyka (Fuckowej Góry, 642 m). Szczyt leży w granicach wsi Skomielna Czarna, dominując od północnego wschodu nad doliną Bogdanówki. Stoki łagodne, słabo rozczłonkowane. W dolnych partiach zajęte przez uprawy rolne i pastwiska, wyżej aż po wierzchołek pokryte lasem, z rzadka tylko urozmaiconym niewielkimi polanami.
Nazwa szczytu pochodzi od roli Kusikowej (obecnie Kusikowa – osiedle Skomielnej Czarnej), wspinającej się z doliny Bogdanówki na południowe stoki góry. Nazwa Kozikówka, podawana na niektórych mapach, jest zapewne zniekształceniem nazwy pierwotnej.